# Supercoppa di Danimarca di pallamano maschile
La Supercoppa di Danimarca (da: Super Cup håndbold) è una competizione di pallamano per club maschili danesi ed è stata fondata nel 2011; essa si svolge a cadenza annuale.
Nel torneo si affrontano le squadre campione di Danimarca e la vincitrice della Coppa di Danimarca nella stagione precedente.
A tutto il 2023 si sono svolte 13 edizioni della coppa.
L'attuale squadra campione in carica è il GOG Håndbold.

## Statistiche

### Albo d'oro
| Edizione | Vincitore             | Risultato | 2º classificato       | Note |
| -------- | --------------------- | --------- | --------------------- | ---- |
| 2011     | AG Copenaghen         | 30 - 27   | Aarhus                |      |
| 2012     | Aalborg               | 25 - 19   | Bjerringbro-Silkeborg |      |
| 2013     | Aarhus                | 28 - 27   | Aalborg               |      |
| 2014     | Kolding               | 17 - 16   | Aalborg               |      |
| 2015     | Kolding               | 23 - 22   | Skjern                |      |
| 2016     | Bjerringbro-Silkeborg | 29 - 27   | Midtjylland           |      |
| 2017     | Skjern                | 27 - 17   | Aalborg               |      |
| 2018     | Holstebro             | 26 - 23   | Skjern                |      |
| 2019     | Aalborg               | 30 - 25   | GOG                   |      |
| 2020     | Aalborg               | 37 - 31   | GOG                   |      |
| 2021     | Aalborg               | 33 - 25   | Mors-Thy              |      |
| 2022     | Aalborg               | 36 - 31   | GOG                   |      |
| 2023     | GOG                   | 34 - 32   | Aalborg               |      |

### Riepilogo vittorie per club
| Numero | Club                  | Anni                         |
| ------ | --------------------- | ---------------------------- |
| 5      | Aalborg               | 2012, 2019, 2020, 2021, 2022 |
| 2      | Kolding               | 2014, 2015                   |
| 1      | GOG                   | 2023                         |
| 1      | Holstebro             | 2018                         |
| 1      | Skjern                | 2017                         |
| 1      | Bjerringbro-Silkeborg | 2016                         |
| 1      | Aarhus                | 2013                         |
| 1      | AG Copenaghen         | 2012                         |